# Benoît Sinner
Benoît Sinner (Fontenay-aux-Roses, 7 de agosto de 1984) es un ciclista francés. 

## Palmarés
2005 (como amateur)
- 1 etapa del Triptyque des Monts et Châteaux

2006
- 1 etapa de la Boucles de la Mayenne

2013 (como amateur)
- Gran Premio de Plouay amateur
- 1 etapa de la Boucles de la Mayenne

2016
- 1 etapa del Tour de Normandía[1]